# Vannella plurinucleolus
Vannella plurinucleolus – gatunek ameby należący do rodziny  Vannellidae z supergrupy Amoebozoa według klasyfikacji Cavaliera-Smitha.
Forma pełzająca jest kształtu łopatkowatego albo owalnego. Hialoplazma zajmuje prawie całą powierzchnię ciała pełzaka, granuloplazma ogranicza się do małego owalnego skupiska w tylnej części ciała. Tylny koniec ciała zaokrąglony lub lekko wypukły. Osobnik dorosły osiąga wielkość 8 – 34 μm. Posiada pojedyncze jądro o średnicy 2,4 – 6,5 μm.
Forma swobodnie pływająca posiada krótkie, tępo zakończone pseudopodia.
Występuje w morzu.